# Epi-Olmechi

Importanti siti Epi-Olmechi

Gli Epi-Olmechi furono un popolo che abitò un'area culturale nella regione centrale dell'odierno stato messicano di Veracruz (stato), concentrati nel bacino del fiume Papaloapan. Furono una cultura che visse durante il periodo Tardo Formativo, all'incirca tra il 300 a.C. e il 250 d.C. Quella degli Epi-Olmechi fu una cultura che venne dopo quella degli Olmechi, da qui il prefisso "epi-" o "post-". Nonostante gli Epi-Olmechi non abbiano raggiunto il livello degli Olmechi, raggiunsero, grazie a sofisticati calendari e sistemi di scrittura, un livello culturale di una complessità sconosciuta agli Olmechi.
Tres Zapotes e Cerro de las Mesas furono i maggiori centri Epi-Olmechi, gli unici a raggiungere la grandezza dei precedenti siti Olmechi e dei successivi El Tajín. Altri siti Epi-Olmechi sono El Mesón, Lerdo de Tejada, La Mojarra, Bezuapan e Chuniapan de Abajo.

## Contesto culturale

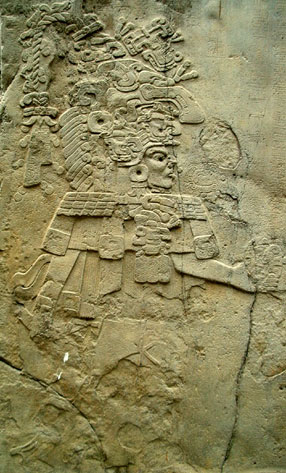
Immagine sul lato sinistro di La Mojarra Stele 1, raffigurante una persona identificata come "Signore mietitore di montagna"

La crescita degli Epi-Olmechi sul lato occidentale della terra olmeca coincise con lo spopolamento della metà orientale e col declino degli Olmechi in generale. Gli Epi-Olmechi rappresentarono una graduale trasformazione degli Olmechi, piuttosto che un taglio netto. Molte decorazioni olmeche, ad esempio, furono riutilizzate dai loro successori. Tres Zapotes, uno dei maggiori siti Olmechi, rimase un importante centro anche sotto agli Epi-Olmechi. Non cambiò neanche la vita per le persone comuni, che rimasero agricoltori e, saltuariamente, cacciatori e pescatori, con case di legno e argilla, tetti di paglia e granai a forma di campana.
D'altra parte, il Tardo Formativo vide un grave declino del commercio e delle relazioni interregionali in tutta la Mesoamerica, assieme al declino dell'uso di oggetti esotici. È stato ipotizzato che queste rotte commerciali siano state sostituite dalla creazione in loco di oggetti di lusso, quali abiti di cotone e acconciature torreggianti. Il declino delle relazioni interregionali e del commercio non fu uniforme e, in particolare, i rapporti con le culture dell'istmo di Tehuantepec aumentarono, e crebbe l'importazione di ossidiana.
In contrasto con l'arte olmeca, quella degli Epi-Olmechi mostra una generale perdita di dettaglio e qualità. Le figure sulle ceramiche sono meno dettagliate e realistiche, e i monumenti di basalto e le stele di Tres Zapotes mancano di qualità d'artigianato, finezza, e dettaglio rispetto alle precedenti di San Lorenzo e La Venta.
Basandosi sul decentramento dei gruppi di tumuli e di monumenti a Tres Zapotes, si pensa che la gerarchia Epi-Olmeca sia stata meno centralizzata rispetto ai precedenti Olmechi, forse mostrando un regno frazionato diretto da più regnanti.

## Scultura Epi-Olmeca

### Scritti e calendari
Mentre la raffigurazione di quelli che sembrano essere eventi storici può essere ammirata sulla stele di La Venta 3 ("Zio Sam") e sul monumento 13 ("L'ambasciatore"), la scultura olmeca era più preoccupata di raffigurare i regnanti, come mostrato ad esempio nelle 17 colossali teste. In contrasto, i monumenti Epi-Olmechi mostrano un notevole miglioramento della storicità, culminando alla fine con l'apparizione di trascrizioni datate.
Queste trascrizioni datate furono rese possibili dal fatto che la cultura Epi-Olmeca iniziò presto a utilizzare il calendario di lungo computo e la scrittura, la cosiddetta scrittura istmica. La scrittura istmica appare su molte sculture Epi-Olmeche, tra cui la stele 1 di La Mojarra, la statuetta di Tuxtla e la stele C di Tres Zapotes, ognuna delle quali contiene un calendari di lungo computo. Questi testi Epi-Olmechi erano i più dettagliati tra tutti i contemporanei mesoamericani.
Nonostante l'uso della scrittura istmica e del calendario di lungo computo non fossero limitati agli Epi-Olmechi, il loro uso combinato è una delle caratteristiche distintive di questo popolo.

### Oggetto dell'arte
Mentre i monumenti Izapa, circa 500 km a sud-est, mostrano soggetti mitici e religiosi, i monumenti degli Epi-Olmechi glorificavano i regnanti. La Mojarra Stele 1, ad esempio, mostra un re con abito e capigliatura elaborati. La traduzione di Justeson e Kaufman della scrittura presente sulla stele fornisce un nome alla figura, chiamandolo "Signore mietitore di montagna", e descrive la sua ascesa al potere, una battaglia, un'eclisse solare, un suo salasso e un "sacrificio per stillicidio", forse del cognato.
Simili monumenti Epi-Olmechi raffigurano persone ben vestite con grandi acconciature fluenti, ad esempio la Stele di Alvarado e la Stele 1 di El Mesón. A differenza della stele 1 di La Mojarra, questi due monumenti mostrano anche una piccola figura subordinata e quasi intimidita. Alcuni geroglifici istmici erosi appaiono sulla stele di Alvarado. LA stele 1 di El Mesón non contiene testo.
Quest'arte monumentale di esaltazione dei re divenne in seguito comune nelle terre Maya a est durante il periodo Classico.

## Trasformazione finale
A partire dal 250, Cerro de las Mesas, Remojadas e altri siti più a nord lungo la costa di Veracruz eclissarono Tres Zapotes. Nonostante Tres Zapotes abbia proseguito la sua storia durante il Classico, i suoi giorni migliori erano passati, e gli Epi-Olmechi avevano lasciato spazio alla Cultura classica di Veracruz.